# Abu 'Ubayd ibn Mas'ud al-Thaqafi
Abū ʿUbayd ibn Masʿūd al-Thaqafī (in arabo أﺑﻮ عبيد بن مسعود الثقفي‎?; Ta'if, ... – 634) è stato un condottiero arabo.
Padre di al-Mukhtār, combattente per la causa alide morto a Kufa in epoca omayyade, Abū ʿUbayd b. Masʿūd b. ʿAwf b. ʿUbayda b. ʿAwf b. Thaqīf al-Thaqafī era un Compagno del Profeta e un valente guerriero, attivo nel corso della guerra della ridda.
Si presentò volontario, rispondendo alla richiesta (fino ad allora ignorata) del secondo califfo, ʿUmar b. al-Khaṭṭāb, di combattere i Persiani sasanidi, dopo che il capo beduino dei B. Bakr b. Wāʾil, al-Muthannā b. Ḥāritha, aveva dimostrato la fattibilità di una simile impresa (impensabile fino a pochissimi decenni prima), a causa della relativa debolezza di Ctesifonte, e la possibilità d'impadronirsi quindi dei suoi ricchi territori metropolitani e mesopotamici, in cui aveva in precedenza governato alle sue dipendenze, la dinastia araba dei Lakhmidi.
Reclutò quindi un migliaio di uomini di Medina e dei suoi dintorni, ma la maggior parte era costituita dai suoi concittadini di Ta'if, i Banu Thaqif.
Con essi inflisse una prima sconfitta ai Sasanidi ad al-Namāriq, reiterando l'impresa nel deserto di Kaskar, in cui guadagnò ampio bottino in averi (profumi) e bestiame.
Sconfisse quindi a Bāqusyāthā (in persiano باقسياثا‎) Galenos (Galinus) - un generale sasanide armeno, che morirà nella battaglia di al-Qādisiyya - e combatté nella battaglia del Ponte, dove trovò la morte, ucciso forse da un elefante da guerra sasanide.